# Беганьский, Пётр
Пётр Беганьский (пол. Piotr Biegański; 8 мая 1905 — 12 января 1986) — польский архитектор, педагог, профессор.

## Биография
Воспитанный в духе патриотизма, принимал участие в советско-польской войне 1920 года.
Участник конспиративных действий Союза защитников Отчизны в годы Второй мировой войны, командовал группой Армии Крайовой, которая занималась производством фальшивых документов. Спасал и вывозил из горящего Варшавы ценные памятники истории Польши (1944).
После войны Пëтр Беганьский был одним из ведущих архитекторов, отвечающих за реконструкцию Варшавы — занимал должность начальника отдела исторических памятников архитектуры в Управлении восстановления и реконструкции Варшавы, главным консерватором (реставратором) исторических памятников столицы, позже возглавил кафедру истории архитектуры в политехническом университете Варшавы. Декан факультета.
Награждён кавалерским крестом Ордена возрождения Польши (1947). Лауреат престижной премии Общества польских архитекторов (SARP).

## Архитектурная деятельность
Пëтр Беганьский — один из главных участников реконструкции Старого и Нового города Варшавы (1946—1954). Варшавский Старый город был включён в список Всемирного наследия ЮНЕСКО «как исключительный пример почти полного восстановления исторического периода между XIII—XX веками».
Он автор проектов реконструкции, восстановления и расширения: дворца Сташица (1946—1951), Казимировского дворца (ныне ректорат Варшавского университета, 1946—1949), дворца правительственной комиссии и казначейства (ныне резиденция президента Варшавы и столичной мэрии, 1948—1951), Уяздовского дворца (ныне Центр современного искусства, 1974—1978), галереи Починского и разработок городской урбанистики — создание проекта Площади Победы (ныне Площадь Маршала Юзефа Пилсудского (Варшава), 1971) и Саксонской оси (начало 1970-х).
В 1952 участвовал в конкурсе на лучший проект нового оперного театра в Лейпциге (Германия).

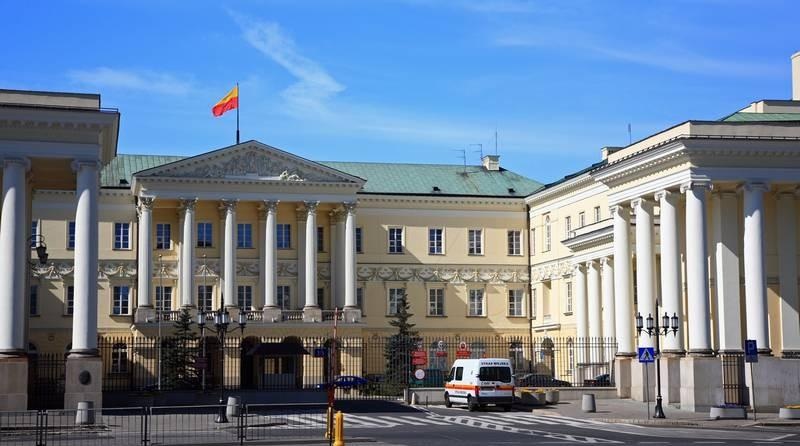
Дворец правительственной комиссии и казначейства (резиденция президента Варшавы и столичная мэрия)
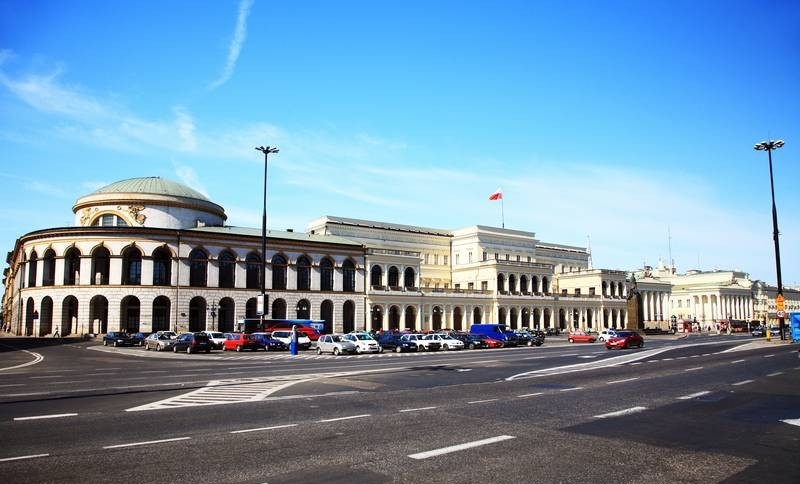
Галерея Починского (Варшава)
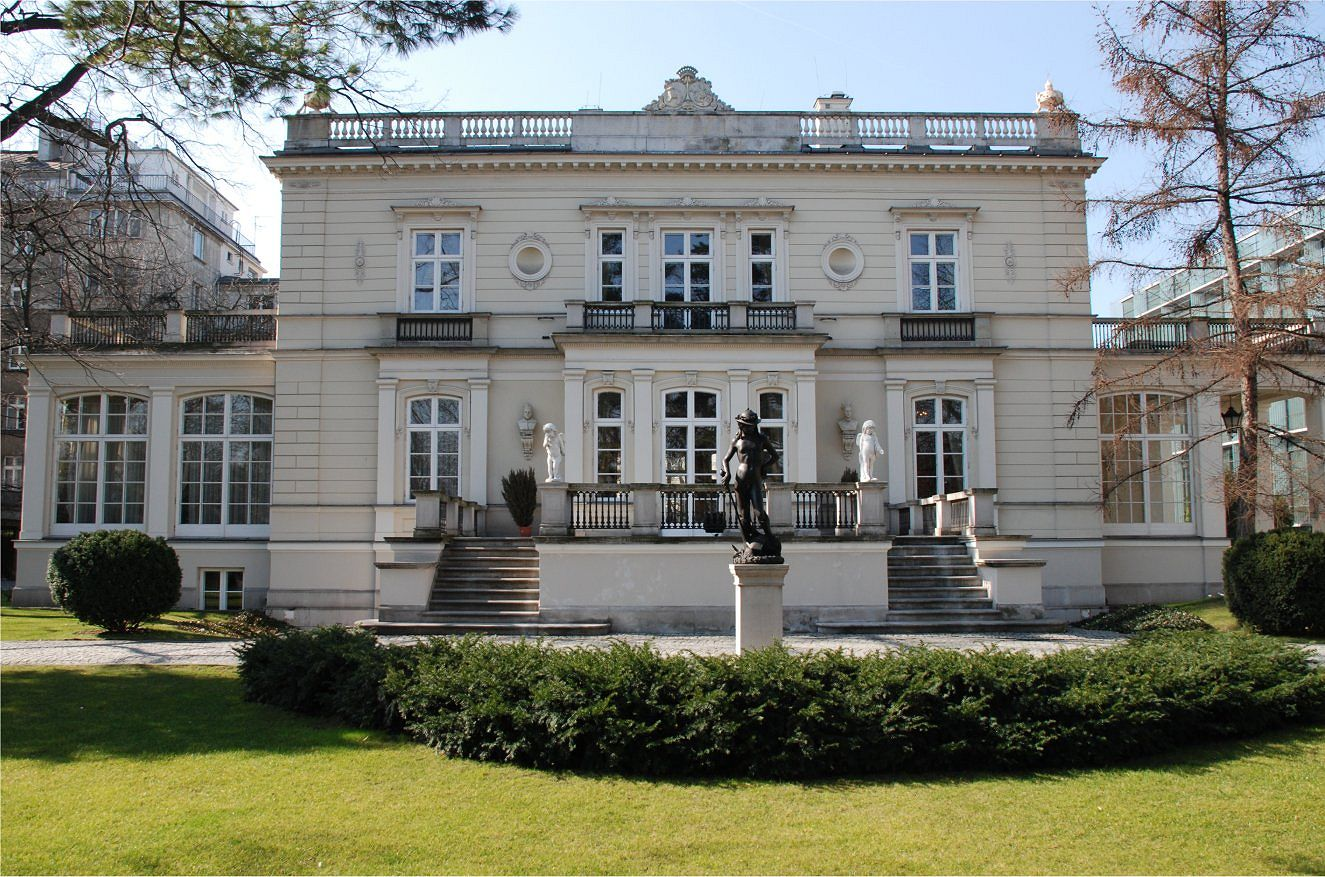
Дворец Собанских (Варшава)
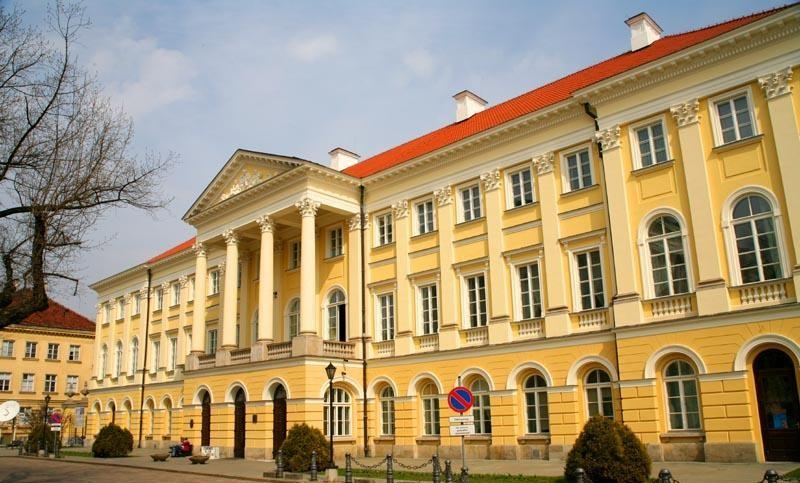
Казимировский дворец
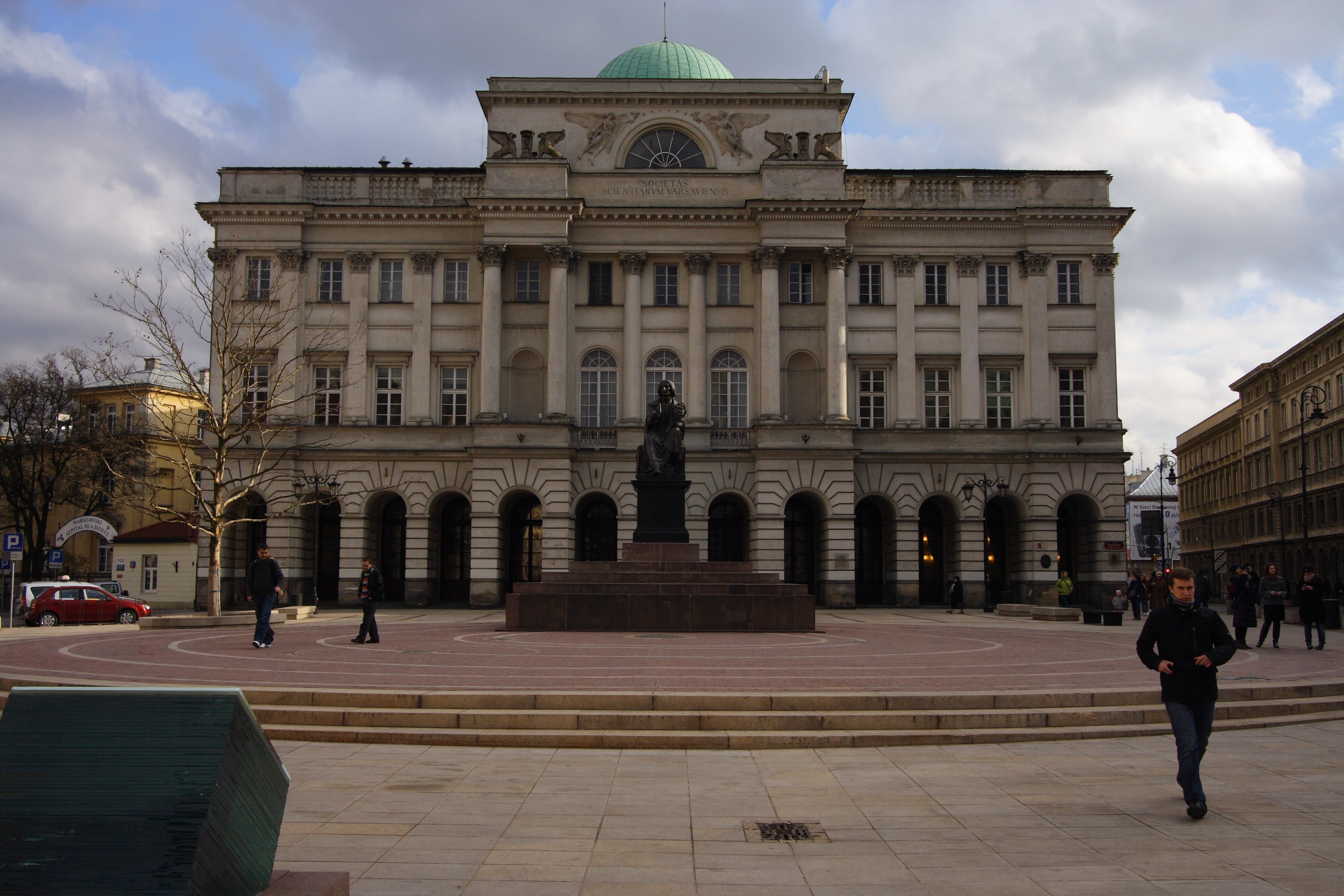
Дворец Сташица